# Antonio Cauleas
Antonio Cauleas (in greco Αντώνιος Β΄ Καυλέας?; 826 circa – Costantinopoli, 12 febbraio 901) fu patriarca di Costantinopoli. Le Chiese d'Oriente e Occidente lo venerano come santo e lo commemorano il 12 febbraio.

## Biografia
Nacque nei pressi di Costantinopoli da genitori originari della Frigia o della Tracia. Perse presto la madre e all'età di 12 anni entrò in un monastero, seguito poi dal padre. Fu eletto egumeno.
Alla morte del patriarca Stefano, Antonio Cauleas fu acclamato dal popolo come suo successore e l'imperatore Leone VI il Saggio confermò la scelta.
Si adoperò per ricomporre lo scisma tra i seguaci di Ignazio I e quelli di Fozio e, su suo consiglio, Leone VI promulgò un'amnistia per pacificare gli animi.
Morì un 12 febbraio tra l'895 e il 901.
Il suo elogio si legge nel Martirologio romano al 12 febbraio.